# Крейн, Ева
Ева Крейн (англ. Eva Crane, урождённая Этель Ева Виддоусон, англ. Ethel Eva Widdowson; 12.06.1912, Лондон — 06.09.2007, Слау, Англия) — британо-английская исследовательница, специалист по пчёлам и пчеловодству, получившая мировое признание. Автор многих работ.
Родилась в семье книгоиздателя и портнихи.
Младшая сестра Виддоусон, Элси — ставшей известным диетологом.
Уже с самого раннего возраста Ева проявила большие академические способности, проявившиеся затем в науке, лингвистике и математике.
С 1933 года училась математике в Кингс-колледже Лондона и получила степень бакалавра математики, а затем в 1935 году — степень магистра по квантовой механике.
В 1938 году там же получила степень доктора философии по ядерной физике.
В 1941-43 годах преподавала физику в Шеффилдском ун-те.
В 1942 году вышла замуж за Джеймса Крейна (ум. 1978).
Интерес Е. Крейн к пчёлам возник после того, как она с супругом получила улей в качестве свадебного подарка, имевший особое значение в годы войны (из-за дефицита сахара). (Это известная история, которую любила рассказывать сама Крейн, однако в действительности она занялась практическим пчеловодством несколько ранее.) За тем последовала её подписка на «Bee World» и членство в Британской ассоциации пчеловодов (BBKA), где она позже стала секретарём исследовательской комиссии. В 1945 году она опубликовала свои две первые научные статьи, посвящённые соотв. — мёду и медовухе.
В 1949 году с BBKA Е. Крейн основала Пчелоисследовательскую ассоциацию (Bee Research Association, BRA), с 1976 года — интернациональную — IBRA. Стала первым её директором и с того же года — редактор «Bee World», с 1950 г. также составительница и редактор «Apicultural Abstracts», а с 1962 года одновременно редактор журнала своей ассоциации Journal of Apicultural Research. В 1983(4?) году она ушла в отставку со всех этих должностей.
Со своей исследовательской медоносных пчёл деятельностью она на протяжении 1949—2000 гг. посетила более 60 стран мира.
Основательница Eva Crane Trust для поддержки исследований пчёл и пчеловодства, которому завещала большую часть своего имущества.
OBE (1986).
Почётный доктор Университета штата Огайо (1985).
В 2012 года на доме, где она жила, была открыта её мемориальная доска (к столетию со дня её рождения).
Также существует ежегодная мемориальная премия её имени, присуждаемая международной группой редакторов Journal of Apicultural Research за лучшую статью в нём.
Автор более 300 работ. Большую часть из них она написала в 1970-е и 80-е годы. В своей последней книге «Making a Bee-line» (2003) она описала свои множественные путешествия на протяжении полувека в пчелоисследовательских целях.
Книги
- Honey: A Comprehensive Survey (1975)
- A Book of Honey (1980)
- The Archaeology of Beekeeping (1983)
- Bees and Beekeeping: science, practice and world resources (1990)
- The World History of Beekeeping and Honey Hunting (1999)
- The Rock Art of Honey Hunters (2001)
- Making a Bee-line (2003)